# Alby with Thwaite
Alby with Thwaite est une paroisse civile du Norfolk, en Angleterre.